# Chadefaudiellaceae
Chadefaudiellaceae is een familie uit de orde Halosphaeriales van de ascomyceten. Het typegeslacht is Chadefaudiella.

## Genera
Tot deze familie behoren de geslachten:
- Chadefaudiella
- Faurelina